# Sneeuwklokjesboom
De sneeuwklokjesboom (Halesia carolina) is een struik uit de familie Styracaceae. De struik komt van nature voor in het zuidoosten van de Verenigde Staten. Ze bloeit van half april tot half mei.
De plant bloeit met 1,5-2 cm grote, vier bij elkaar staande, roomwitte bloemen op het kale hout. De bladeren zijn aan de onderkant licht behaard.
De gevleugelde vrucht is  2-3,5 cm lang.

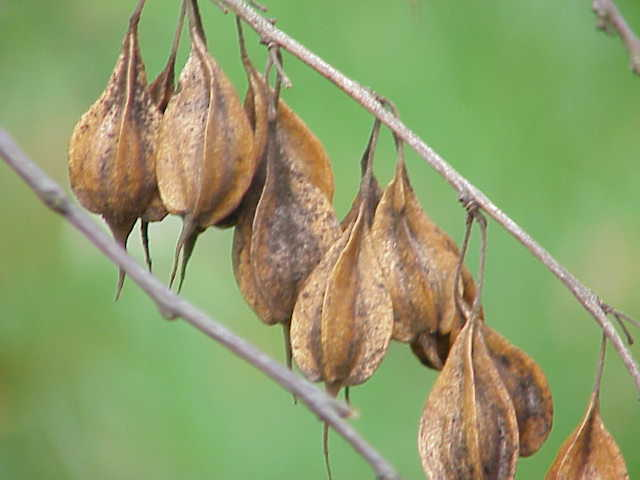